# Kriegserklärung der Türkei an Deutschland und Japan
Die Kriegserklärung der Türkei an das Deutsche Reich und Japan erfolgte am 23. Februar 1945 und am 27. Februar unterzeichnete die Türkei die Deklaration der Vereinten Nationen.
Die Türkei war am 19. Oktober 1939 im Dreiparteienvertrag von Ankara Verbündeter des Vereinigten Königreichs und Frankreichs geworden. Da die Türkei schlecht gerüstet war und einen deutschen Angriff ebenso fürchtete wie eine anschließende sowjetische „Befreiung“, blieb sie lange Zeit nichtkriegführend. Von den Vereinigten Staaten wurde die Türkei zur Stärkung der Widerstandskraft im Rahmen des Leih- und Pachtgesetzes materiell unterstützt. Auf den großen Kriegskonferenzen wurde die Situation der Türkei besprochen, aber weder die Sowjetunion noch das Vereinigte Königreich oder die Vereinigten Staaten wollten die Türkei im Krieg haben. Ausschlaggebend war hierbei, dass die notwendige logistische und militärische Unterstützung für die schwache Türkei Kräfte verzettelt und damit die rasche Schaffung der zweiten Front in Westeuropa (Operation Overlord) verzögert und behindert hätte.
Durch die Kriegserklärung an Deutschland und Japan sowie den Beitritt zur Deklaration der Vereinten Nationen wurde die Türkei gemäß den Beschlüssen der Konferenz von Jalta berechtigt, an der Konferenz von San Francisco zur Gründung der Vereinten Nationen Organisation teilzunehmen. Am 8. September 1951 wurde der Friedensvertrag von San Francisco mit Japan geschlossen.